# Carmo de Souza
Carmo de Souza, más conocido como Rosa Branca ( 16 de julio de 1940 en Araraquara, Brasil - 22 de diciembre de 2008 en Sao Paulo, Brasil ) fue un jugador brasileño de baloncesto.